# HD-DVD
HD-DVD, acrònim anglès de High Definition Digital Versatile Disc (DVD d'Alta Definició), és un format òptic que externament té l'aparença d'un CD-ROM, però que està orientat a l'emmagatzematge de vídeo d'alta definició i grans volums de dades. Aquest suport està promocionat originalment per Toshiba, Nec i Sanyo, però actualment s'hi han afegit Microsoft, Intel i els quatre principals estudis cinematogràfics, New Line Cinema, Paramount Pictures, Universal Studios i Warner Bros. Els seus inicis estan el 2003, quan el DVD Forum va decidir apostar per aquest suport com a successor del DVD.
Amb moltes semblances amb la guerra de formats dels anys 70 i principis del 80 entre VHS i Betamax, HD-DVD era un format de guerra enfront del Blu-ray, per determinar quin dels dos formats dominaria el mercat del suports per continguts d'alta definició per consum domèstic. El 19 de febrer de 2008, després que grans indústries de continguts i minoristes haguessin retirat el seu suport al format, Toshiba anuncià que aturava la fabricació i comercialització de reproductors i gravadors HD-DVD donant per acabada la guerra de formats òptic per continguts d'alta definició.

## Capacitat
El format va ser desenvolupat per permetre gravar, reescriure i reproduir video d'alta definició (HD), així com emmagatzemar grans quantitats de dades. El format ofereix més de tres vegades la memòria del DVD tradicional i pot suportar 15GB en un disc i fins a 30GB en un disc de doble capa. Toshiba ha anunciat un format de tres capes que pot arribar ha oferir una capacitat de 45 GB.

## Làser blau -violeta
Mentre que les tecnologies òptiques actuals del disc tals com DVD, DVD±R, DVD±RW, i DVD-RAM utilitzen un làser vermell per a llegir i per a escriure dades, el nou format utilitza un làser blau -violeta. Tot i utilitzar làsers diferents es poden fer compatibles amb una unitat òptica. L'avantatge d'usar un làser blau -violeta (405 nm) és que aquest té una longitud d'ona més curta que un làser vermell (650 nm), això permet enfocar el punt del làser amb major precisió. Amb HD-DVD també s'incrementa l'obertura numèrica (NA) fins a 0,65 i redueix els efectes òptics no desitjats. Tot això permet que el raig làser s'enfoqui de forma més exacta i, per tant, es pot incrementar la densitat de dades en la superfície del disc permetent sostenir 15/30GB.

## Format i codificació
El format de l'HD-DVD incorpora forts algoritmes de protecció de còpia, permet la gravació de difusions digitals mentre que resol les demandes de protecció de la indústria de difusió. Com en el CD convencional i en el DVD, HD-DVD planteja proporcionar una ampla gamma de formats incloent ROM/R/RW. Els formats següents són part de l'especificació del HD-DVD: 
- HD DVD-ROM - format inalterable per a la distribució de les pel·lícules de HD, dels jocs, dels programes…
- HD DVD-R - format enregistrable per a l'emmagatzematge de video de HD i de dades del PC.
- HD DVD-RE - format reescribible per a l'emmagatzematge de video de HD i de dades del PC.

El format HD-DVD és més compatible amb el DVD que el seu immediat competidor, el Blu-ray Disc.

## Cost/Esperança de vida
L'HD-DVD es desenvolupa per oferir un model a llarg termini amb una inversió inicial per unitat de disc menor que el Blu-ray Disc.

## Diferències entreBlu-ray, HD-DVD iDVD
|                                              | Blu-ray                                                                              | HD-DVD                                                                               | DVD                                           |
| Capacitat                                    | 25 GB (Capa Simple) 50 GB (Capa Doble)                                               | 15 GB (Capa Simple) 30 GB (Capa Doble)                                               | 4.7 GB (Capa Simple) 8,5GB (Capa Doble)       |
| Longitud d'ona                               | 405 nm (làser blau)                                                                  | 405 nm (làser blau)                                                                  | 650 nm (làser vermell)                        |
| Obertura numèrica                            | 0.85                                                                                 | 0.65                                                                                 | 0.60                                          |
| Diàmetre del disc                            | 120 mm                                                                               | 120 mm                                                                               | 120 mm                                        |
| Gruix del disc                               | 1,2 mm                                                                               | 1,2 mm                                                                               | 1,2 mm                                        |
| Capa de protecció                            | 0,1 mm                                                                               | 0,6 mm                                                                               | 0,6 mm                                        |
| Capa dura                                    | Sí                                                                                   | No                                                                                   | No                                            |
| Resistència a ratlles i brutícia             | Sí                                                                                   | No                                                                                   | No                                            |
| Separació entre pistes                       | 0.32 µm                                                                              | 0.40 µm                                                                              | 0.74 µm                                       |
| Taxa de transferència de dades (data)        | 36.0Mbps (1x)                                                                        | 36.55Mbps (1x)                                                                       | 11.08Mbps (1x)                                |
| Taxa de transferència de dades (video/àudio) | 54.0Mbps (1.5x)                                                                      | 36.55Mbps (1x)                                                                       | 10.08Mbps (<1x)                               |
| Resolució en video (màx.)                    | 1920×1080 (1080p)                                                                    | 1920×1080 (1080p)                                                                    | 720×480/720×576 (480i/576i)                   |
| Taxa de bits en video                        | 40.0Mbps                                                                             | 28.0Mbps                                                                             | 9.8Mbps                                       |
| Video codecs                                 | MPEG-2 MPEG-4 AVC SMPTE VC-1                                                         | MPEG-2 MPEG-4 AVC SMPTE VC-1                                                         | MPEG-2                                        |
| Àudio codecs                                 | Linear PCM Dolby Digital Dolby Digital Plus Dolby TrueHD DTS Digital Surround DTS-HD | Linear PCM Dolby Digital Dolby Digital Plus Dolby TrueHD DTS Digital Surround DTS-HD | Linear PCM Dolby Digital DTS Digital Surround |
| Interactivitat                               | BD-J                                                                                 | iHD                                                                                  | DVD-Video                                     |

## Història

### Cinta magnètica
| VERA (1952) | 2 inch Quadruplex videotape (1956) | 1 inch type A videotape (1965) | U-matic (1969) | Video Cassette Recording (1972) | Betamax (1975) | 1 inch type B videotape (1976) | 1 inch type C videotape (1976) | VHS (1976)   | Video 2000 (1979) |
| M (1982)    | MII (1986)                         | D1 (1986)                      | Video8 (198?)  | S-VHS (1987)                    | D2 (1988)      | D5 (1994)                      | Hi8 (199?)                     | VHS-C (19??) | S-VHS-C (19??)    |
| DV (1996)   | D-VHS (1998)                       | Digital8 (199?)                | HDV (2003)     | W-VHS (?)                       |                |                                |                                |              |                   |

### Discs òptics
| Laserdisc (1978) | VHD (1983) | Laserfilm (1984) | CD Video (1989) | VCD (1993) | DVD (1996) | MiniDVD (?) | SVCD (1998) | FMD (2000) | UMD (2005) | HD-DVD (2006) | Blu-ray Disc (BD) (2006) | AVCHD (2007) | HVD (2010?) |